# Thousand Below
Thousand Below es una banda estadounidense de post-hardcore de San Diego, California. La banda está formada por el vocalista James Deberg, el guitarrista Josh Thomas, el bajista Josh Billimoria y el baterista Max Santoro. 
La banda ha lanzado tres álbumes de estudio y un EPs: The Love You Let Too Close (2017), Gone In Your Wake  (2019) y su más reciente trabajo Hell Finds You Everywhere (2022).

## Historia

### Formación yThe Love You Let Too Close(2016–2018)
Thousand Below se formó silenciosamente en 2016 por el vocalista James Deberg, quien continuó escribiendo música después de separarse de su banda anterior Outlands. Josh Thomas, guitarrista y amigo de Deberg, le mostró algunas canciones en las que estaba trabajando en ese momento y los dos decidieron colaborar. Después de reclutar a otros amigos y músicos de la zona (Josh Billimoria al bajo, Devin Chance a la guitarra y Garrett Halvax a la batería), la formación inicial de la banda encajó y fueron al estudio para comenzar a grabar lo que sería su primer álbum The Love You Let Too Close  (2017). 
Después de grabar algunas canciones, la banda comenzó a acercarse a los sellos detrás de escena, captando el interés de Rise Records. Después de que Rise les ofreció un trato, la banda terminó el álbum y debutó públicamente en enero de 2017 con su primer sencillo y video musical titulado "Tradition" de The Love You Let Too Close. El segundo sencillo, "Sinking Me", fue lanzado con un vídeo musical el 12 de junio de 2017. 
El álbum fue lanzado en todo el mundo el 6 de octubre de 2017, y figura en la lista de álbumes independientes de Billboard. La banda comenzó a realizar giras constantes en América del Norte y Europa desde 2017 hasta 2018 con bandas como The Devil Wears Prada Dance Gavin Dance, Veil of Maya, Blessthefall y Being as an Ocean. El 29 de agosto de 2018 se lanzó un video musical de una canción del álbum llamada "Vein". Chance y Halvax decidieron separarse de la banda en diciembre de 2018.

### Cambios de alineación yGone In Your Wake(2019–2020)
Deberg, Thomas y Billimoria llegaron al estudio en enero de 2019 para comenzar a grabar su segundo álbum Gone In Your Wake (2019). Sin baterista en ese momento, contactaron a su amigo Max Santoro, ex baterista de Vesta Collide, para trabajar en la batería del álbum y completar las próximas giras. La banda tocó en Swanfest el 30 de marzo de 2019 y se embarcó en The Artificial Selection Tour con Dance Gavin Dance, Don Broco, Hail the Sun y Covet en abril y mayo.
En el verano de 2019, la banda se fue de gira con Miss May I, The Word Alive y Afterlife, y contrató a Santoro como su nuevo baterista de tiempo completo. El primer sencillo de Gone In Your Wake, titulado "Chemical", se lanzó el 11 de julio de 2019, junto con un vídeo musical. "Chemical" se estrenó en SiriusXM Octane, donde permaneció en rotación durante varias semanas. En septiembre y octubre de 2019, Thousand Below realizó una gira por Estados Unidos y Canadá con Of Mice & Men, For the Fallen Dreams y Bloodbather. Gone In Your Wake se lanzó oficialmente en todo el mundo el 11 de octubre de 2019 y alcanzó el puesto 32 en la lista de álbumes independientes de Billboard.
La banda realizó una gira por Norteamérica una vez más en febrero y marzo de 2020 con Bad Omens, Oh, Sleeper y Bloodline; sin embargo, la gira se pospuso indefinidamente el 13 de marzo debido a la pandemia de COVID-19. Todas las demás giras y festivales que la banda había planeado para el año también fueron pospuestos o cancelados, incluida una gira europea con The Plot in You y el Festival anual Impericon con As I Lay Dying. Durante su tiempo de cuarentena debido a la pandemia, la banda grabó un EP acústico titulado Let Go Of Your Love. El EP consta de 4 versiones reelaboradas de canciones de Gone In Your Wake, así como una canción original que comparte el título del EP. Let Go Of Your Love se lanzó en todo el mundo el 21 de agosto de 2020.

### Hell Finds You Everywhere(2021–presente)
La banda lanzó un sencillo y un vídeo musical titulado "Gone To Me" en febrero de 2021. Hicieron una gira por el Reino Unido en el otoño de 2021 con Normandie y Caskets, y realizaron su primera gira principal por Estados Unidos, así como el So What Music Festival en mayo de 2022. Otro sencillo y vídeo musical, titulado "Venenosa", se lanzó el 4 de mayo de 2022. La banda confirmó a través de las redes sociales que su tercer álbum de estudio está terminado. Hicieron una gira por Australia con Ocean Sleeper en agosto de 2022. 
El 21 de septiembre de 2022, se lanzó un nuevo sencillo "Face To Face", junto con el anuncio de que la banda ahora había firmado con Pale Chord Music. El 9 de noviembre de 2022, se lanzó un nuevo sencillo, "Sabotage", junto con la revelación de que el próximo álbum se titulará Hell Finds You Everywhere. El álbum fue lanzado el 9 de diciembre y la banda se embarcó en The Concrete Jungle Tour en Norteamérica con Bad Omens, Dayseeker y Make Them Suffer del 3 de noviembre al 14 de diciembre.

## Estilo musical e influencias
Thousand Below ha sido descrita como una banda post-hardcore. Según AllMusic, la banda utiliza "letras cargadas de emociones, riffs melódicos y rupturas combustibles con la atmósfera dinámica del post-rock".

## Miembros
| Miembros actuales - James Deberg – Voz principal (2016–presente) - Josh Thomas – Guitarra (2016–presente) - Josh Billimoria – Bajo (2016–presente) - Max Santoro – Batería (2019–presente) | Miembros anteriores - Devin Chance – Guitarra (2016–2018) - Garrett Halvax – Batería (2016–2018) |

Línea del tiempo

## Discografía
Álbumes de estudio
- The Love You Let Too Close (2017)
- Gone In Your Wake (2019)
- Hell Finds You Everywhere (2022)

EPs
- Let Go Of Your Love (2020)